# Strings

strings — unix-утилита, применяемая для поиска печатаемых строк в двоичных файлах. Она выводит последовательности печатаемых символов, обнаруженных в заданном файле. Может использоваться для визуального анализа дамп-файлов (core dump) или для отыскания информации о типе файла, например для графических файлов неизвестного формата (например, если strings image-file | more выводит строчку «JFIF», это может говорить о том, что программе передан графический файл в формате JPEG, однако использовать только это для идентификации файла как JPEG было бы ошибкой, поскольку строка «JFIF» в JPEG-файле может отсутствовать). В большинстве сценариев эта команда используется в связке с grep или sed.